# Elapognathus
Elapognathus – rodzaj jadowitych węży z rodziny zdradnicowatych (Elapidae).

## Zasięg występowania
Rodzaj obejmuje gatunki występujące w południowo-zachodniej Australii. 

## Systematyka

### Etymologia
Elapognathus: gr. ελλοψ ellops, ελλοπος ellopos (także ελοψ elops, ελοπος elopos) „rodzaj jakiegoś węża”; γναθος gnathos „żuchwa”.

### Podział systematyczny
Do rodzaju należą następujące gatunki: 
- Elapognathus coronatus (Schlegel, 1837)
- Elapognathus minor (Günther, 1863)